# Hydroptila spirulatella
Hydroptila spirulatella is een schietmot uit de familie Hydroptilidae. De soort komt voor in het Oriëntaals gebied.